# Kawanishi K-11
El Kawanishi K-11 fue un prototipo de avión embarcado japonés fabricado por la compañía Kawanishi, que participó junto a aparatos fabricados por Aichi, Mitsubishi y Nakajima en un concurso para escoger un caza embarcado que equiparía a la Armada Imperial Japonesa.

## Historia y desarrollo
Su desarrollo por parte de Eiji Sekiguchi se inició en 1926, cuando la Armada Imperial Japonesa hizo una propuesta a las tres compañías antes citadas para sustituir al Mitsubishi 1FM. Kawanishi, esperando que en futuros contratos se tuviese en cuenta también a su firma, desarrolló de modo privado el K-11 para competir con las restantes propuestas.
El K-11 era un biplano con las alas sin diedro. La superficie vertical de control era inusualmente alta, con un diseño rectangular. Los radiadores para el motor BMW VI eran escamoteables a ambos lados del fuselaje, ubicados relativamente lejanos al motor, tras el plano inferior. La estructura del fuselaje era metálica, y la de las alas de madera, estando recubiertos de tela tanto el fuselaje como el plano superior, mientras que el inferior tenía un recubrimiento de madera.
En julio de 1927 el K-11 fue evaluado junto a los otros tres aparatos encargados por la Armada. El resultado fue prometedor, y en 1928 se construyó un segundo aparato con modificaciones en el fuselaje y los empenajes. Sin embargo, la Armada acabó seleccionando el diseño de Nakajima, que entraría en servicio en 1929 como el Nakajima A1N.
Posteriormente, Kawanishi empleó ambos K-11 en su compañía aérea Nippon Koku, transportando correo en la ruta que unía las ciudades de Osaka, Seúl y Dalian.

## Especificaciones
Referencia datos: Japanese Aircraft 1910–1941

### Características generales
- Tripulación: 1
- Longitud: 7,88 m
- Envergadura: 10,8 m
- Altura: 3,28 m
- Superficie alar: 33,8 m²
- Peso vacío: 1170 kg
- Peso cargado: 1750 kg
- Planta motriz: 1× motor V12 BMW VI.
  - Potencia: 500-630 hp

### Rendimiento
- Velocidad máxima operativa (Vno): 259 km/h
- Alcance: km
- Radio de acción: km
- Alcance en combate: km
- Alcance en ferry: km
- Techo de vuelo: 9000 m

### Aeronaves similares
- Curtiss F6C Hawk
- Nakajima A1N
- Gloster Gamecock

### Secuencias de designación
← K-8 • K-10 • K-11 • K-12